# 気違いのお茶会

ジョン・テニエル筆、気違いのお茶会（1865年）

気違いのお茶会（きちがいのおちゃかい、A Mad Tea-Party）は、ルイス・キャロルの児童文学『不思議の国のアリス』に登場する三月ウサギ(March Hare)の庭園で催されているお茶会であり、また、その章のタイトルである。
このお茶会は、一般的にいかれ帽子屋 (The Mad Hatter) として知られる帽子屋がはじめて登場するシーンである。そのため、しばしば誤って「いかれ帽子屋のお茶会」と呼ばれることがあるが、あくまで三月ウサギの庭園で催されている。
作中での帽子屋の台詞によると、彼がかつてハートの女王に呼ばれ「きらきら光るコウモリさん」の詩を披露したところ、女王から「時間の無駄」と怒りを買ってしまい、それ以来、時間が止まったまま終わらないお茶会を続けている。そのため、テーブルには無数のポットやカップが並び、順番に席をずらしながらお茶会をしている状態である。

## 映画でのお茶会
『不思議の国のアリス』と『鏡の国のアリス』を原作としたディズニーアニメ映画『ふしぎの国のアリス』にも、このお茶会を基にした、いかれ帽子屋（マッドハッター）と三月ウサギ（マーチ・ヘアー）によるお茶会のシーンが登場する。また、映画版では、原書と異なり、彼らが「お誕生日じゃない日の歌 (The Unbirthday Song)」を歌い、白ウサギの大切な懐中時計を壊してしまう。また、ポットの中の1つにヤマネ（ドーマウス）が入っており、前述の「きらきら光るコウモリさん」の詩を披露する。

## 引用作品
- エラリー・クイーン著「キ印ぞろいのお茶の会の冒険」（『エラリー・クイーンの冒険』1934年に所収）[2]

オーエン家のパーティーで『不思議の国のアリス』の一場面として「お茶会」が演じられ、その夜、帽子屋を演じた主人が行方不明になる。
- 中井英夫著『虚無への供物』（1964年）の或る章では、登場人物たちが「きちがいお茶の会」を演じてしまう場面がある。

## その他
ディズニーランドなどの世界のディズニーパークには、映画版のお茶会をモチーフにしたアトラクション「マッド・ティーパーティー」が存在する。